# Pape Habib Sow
Pape Habib Sow est un joueur de football sénégalais né le 2 décembre 1985 à Dakar. Il évoluait au poste de défenseur.

## Biographie
Sow fait ses débuts en tant que professionnel avec le FC Sochaux-Montbéliard, sans toutefois convaincre. 
Après un passage en National, à L'Entente SSG, on le retrouve en Ligue 2 à Châteauroux où il joue 12 matchs de championnat toujours sans s'imposer.
En 2010, il rejoint le championnat du Portugal et le club de Leiria, mais se voit cantonné à l'équipe réserve.
En 2011, il rejoint l'Académica de Coimbra, toujours au Portugal, club où il parvient enfin à glaner du temps de jeu.
Pour la saison 2012-2013, il joue au Panathinaikos Athènes, avec qui il dispute la Ligue Europa.
Pour la saison 2013-2014, il signe pour le club turc de Elazığspor.